# Bekir Çoban-zade
Bekir Vaap oğlu Çoban-zade (Беки́р Ваа́пович Чоба́н-заде́; 1893. május 15. – 1937. október 13.) krími tatár költő, a török nyelvek professzora, a Sztálin által indított nagy tisztogatás egyik áldozata. Sikeres akadémiai pályát futott be, mígnem 44 éves korában államellenes tevékenység vádjával letartóztatták a szovjet hatóságok, és halálra ítélték. Művei azonban túlélték, főleg versei népszerűek a mai napig a krími tatárság körében.

## Élete
Szerény körülmények közé született egy faluban, a krími Qarasubazar (Bilohirszk) közelében. Apja pásztor volt (krími tatár nyelven çoban; vezetéknevének jelentése „pásztor fia”). Gyerekként segített apjának birkákat terelni, ezek a gyermekkori, vidéki élmények nagy hatással voltak rá. Számos versében szerepel a krími pásztorélet leírása. A Krímen, majd Isztambulban tanult, majd 1916-ban Budapestre ment, és a Pázmány Péter Tudományegyetemen szerezte meg PhD-jét 1919-ben. Miután visszatért a Krímre, a szimferopoli pedagógiai intézetben tanított krími tatár nyelvet és irodalmat, majd 1922-ben a turkológia tanszék vezetője lett a Krími Egyetemen (ma Taurida Nemzeti Egyetem). 1925 elején Azerbajdzsánba költözött, ahol a turkológia professzora lett a Bakui Állami Egyetemen. Figyelemre méltó tehetsége volt a nyelvekhez, magyarul is tudott a több török nyelv, illetve az arab, perzsa, örmény, grúz, orosz, francia, német és angol mellett.
1937 januárjában a Szovjet Tudományos Akadémia utasítására fizetés nélküli szabadságra küldték, majd letartóztatták. Húsz perces tárgyalás során bűnösnek találták és halálra ítélték, a kivégzésre 1937. október 13-án került sor. Húsz évvel halála után felesége kérésére egy szovjet katonai bíróság megsemmisítette az ítéletet, és kijelentette, hogy a Çoban-zade ellen felhozott vádak alaptalanok voltak.

## Fordítás
- Ez a szócikk részben vagy egészben  a   Bekir Çoban-zade című angol Wikipédia-szócikk ezen változatának fordításán alapul.  Az eredeti cikk szerkesztőit annak laptörténete sorolja fel. Ez a jelzés csupán a megfogalmazás eredetét és a szerzői jogokat jelzi, nem szolgál a cikkben szereplő információk forrásmegjelöléseként.

## Külső hivatkozások
- Fond Bekir Çoban-zade
- Életrajza a Krími Nemzetközi Bizottság oldalán (angolul)
- A Crimean Tatar Poet and Turkic Scholar